# Barbara Pallavicino
Barbara Pallavicino (Zibello, ... – Cremona, 1539) è stata una nobile italiana.

## Biografia

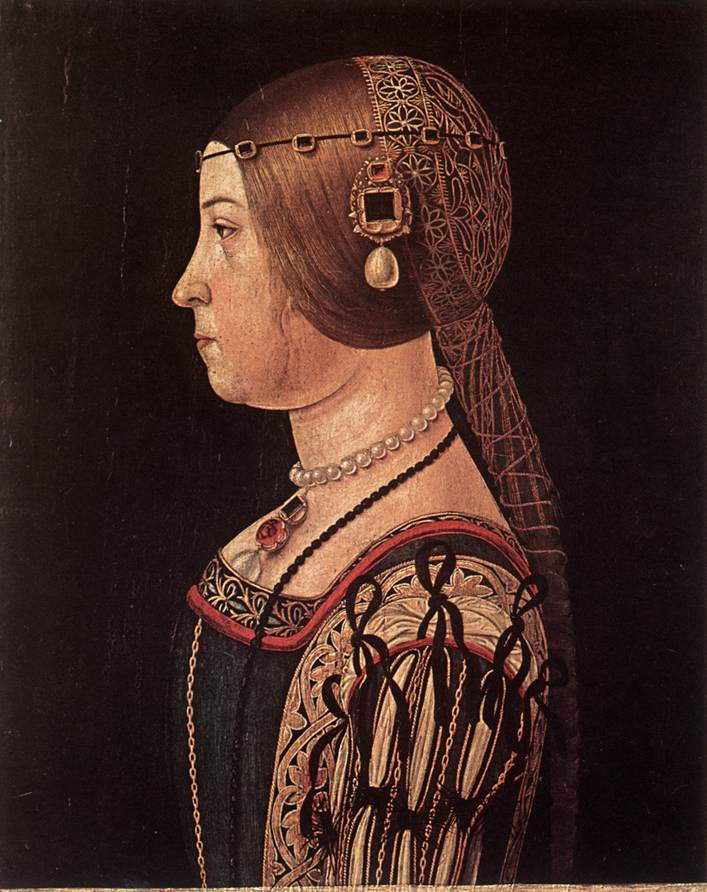
Alessandro Araldi, presunto Ritratto di Barbara Pallavicino, 1510, Galleria degli Uffizi.

Era figlia di Rolando Pallavicino (?-1529), marchese di Zibello e di Domitilla Gambara.
A seguito della incarcerazione del padre ad opera di Clemente VII, temendo la confisca del feudo, si rivolse al papa, nelle cui milizie serviva il marito Ludovico Rangoni, ottenendo il permesso di succedere nei beni assieme al marito. Nel 1526 un breve del pontefice spogliava di tutti i feudi il cugino Uberto Pallavicino (1501-1583) di Zibello in favore di Barbara. A seguito del passaggio dei beni nelle mani dei guelfi Rangoni, si accese una feroce lotta tra le due famiglie, a seguito della quale nel 1533 venne restituito il feudo di Zibello al Pallavicino. Le liti furono ricomposte solo nel 1630, quando il feudo ritornò ad Alessandro Pallavicino.
Nel 1537 una sentenza di condanna a morte e di confisca dei beni venne pubblicata a Roma contro la Pallavicino ed il marito, rei di omicidio. 
Barbara morì forse avvelenata a Cremona nel 1539.

## Discendenza
Barbara e Ludovico ebbero cinque figli:
- Pallavicino (?-1570), condottiero;
- Domitilla;
- Eleonora;
- Giulio (?-1583), condottiero, marchese di Zibello dal 1531 al 1583;
- Teodora.